# سنجاب قرمز خونین
سنجاب قرمز خونین (نام علمی: Sciurus pyrrhinus) نام یک گونه از سرده سنجاب است.